# Tatort: Fürchte dich
Fürchte dich ist ein Fernsehfilm aus der Krimireihe Tatort mit Horror-Elementen. Der vom Hessischen Rundfunk produzierte Beitrag ist die 1033. Tatort-Episode. Passend zum mystischen Thema des Films wurde er zwei Tage vor Halloween, am 29. Oktober 2017 im Ersten erstgesendet. Das Frankfurter Ermittlerduo Janneke und Brix ermittelt darin in seinem sechsten Fall.

## Handlung
Eines Nachts taucht ein verwirrter alter Mann vor dem Haus von Kommissar Paul Brix und seiner Vermieterin Fanny auf. Nachdem er erfolglos versucht hat, das Haus in Brand zu setzen, bricht er zusammen und wird in eine Klinik gebracht. Brix, dem unerklärlich ist, was den alten Mann zu Fannys Haus getrieben haben kann, findet auf dem Dachboden ein Kinderskelett. Er ruft seine Kollegin Anna Janneke, damit sie sich um Fanny kümmert, die von der Situation überfordert erscheint. Anschließend fährt er in das sechs Kilometer entfernte Pflegeheim, aus dem der Mann weggelaufen war, wo er dessen Enkeltochter Merle trifft. Laut Heimleitung war der Mann, Otto Schlien, leblos am Boden aufgefunden worden, aber beim Eintreffen des Notarztes verschwunden. Gemeinsam mit Merle fährt der Kommissar in das Krankenhaus, in welches ihr Großvater gebracht wurde. Dort gibt Brix die gefundenen Knochen an die Gerichtsmedizin ab.
Otto Schlien ist entsetzt, als er erfährt, dass Brix die Überreste des „Mädchen“ vom Dachboden gefunden und entfernt hat. Er bekommt einen Anfall und kann von den Pflegern nur mit einer Injektion wieder ruhiggestellt werden. Merle hatte sich auf einer Toilette eingeschlossen, um eine SMS zu schreiben. Zu sehen ist, dass jemand sie angeschrieben hat, um zu erfahren, wo das Haus von Brix ist. Während ihr Großvater den Anfall erleidet, erscheint ihr der Geist einer toten Frau. Merles Hilferufe alarmieren Brix, der zu ihr eilt und sie aus der Toilette befreit.
Nachforschungen ergeben, dass das Haus des Tatortes nach dem Zweiten Weltkrieg als Waisenhaus genutzt wurde. Geführt wurde es von Otto Schliens Mutter Eleonore, bis diese infolge eines Streiches der Heimkinder im nahen Bach ertrank. Auf ihre Leitung des Heims folgte Dr. Hans Gerhard. Zu dieser Zeit verschwanden für die Kinder wertvolle Spielsachen und Schätze und schließlich auch ein siebenjähriges Mädchen. Die damit verbundenen Spukgerüchte bewirkten die Schließung des Hauses, was schließlich 40 Jahre leer stand.
Otto Schlien hat sich bis heute geweigert, seiner Familie die Adresse des Heimes zu nennen, obwohl sein Sohn Lutz großes Interesse daran hat; auch Merle möchte dorthin. Brix und Merle erfahren Gerüchte über Otto von seiner Frau: Er habe den Kindern die Sachen genommen und auf dem Dachboden versteckt, bis der Geist der Mutter erschien und ein menschliches Opfer forderte. Otto habe sich aber geweigert, worauf ihm damit gedroht wurde, im Gegenzug seinen liebsten Menschen zu nehmen. Das war damals die siebenjährige Helga, doch deren Überreste hat Brix mitgenommen. Nun fordert sie angeblich Merle als Ersatz, da sie nun das Liebste ist, was Otto Schlien besitzt.
Brix besucht mit Merle den Bürgermeister des Ortes, der sich als der Sohn des Dr. Gerhard entpuppt; sein Zwillingsbruder ist sogar Brix’ Nachbar. Als der Bürgermeister von Brix’ Interesse an den alten Geschichten erfährt, befürchtet er, dass die Wahrheit über seinen missbräuchlichen Vater ans Licht kommen könnte und er sucht den schlafenden Otto Schlien im Krankenhaus auf. Unbemerkt erstickt er den alten Mann mit einem Kissen. Schliens Ehefrau Ursula hatte bis zum heutigen Tag ihren Mann für den Mörder an der kleinen Helga gehalten, doch wollte er damals das Mädchen nur beschützen. Nach dem Tod seiner Mutter hatte Dr. Gerhard nicht nur die Heimleitung übernommen, sondern auch die kleine Helga missbraucht. Als er sie eines Abends wieder aus ihrem Bett holen wollte, war sie mit Otto auf den Dachboden geflüchtet und beide versteckten sich einem Schrank. Als sie vor Angst zu schreien begann, weil Gerhard nahte, hatte Otto ihr den Mund zugehalten. Dabei war sie erstickt und Ottos Mutter hatte doch ihr menschliches Opfer bekommen.
In der Zwischenzeit passieren in Fannys Haus seltsame Dinge. Sie behauptet vor Janneke, den Geist der toten Heimleiterin gesehen zu haben und glaubt, dass er immer noch in dem Haus lebt. Fanny scheint vom Geist besessen zu sein und greift Merle an, als sie mit Brix ins Haus kommt. Während er sich mit Merles Vater auseinandersetzt, der ihnen folgte, weil er die angeblich im Dachboden versteckten Schätze sucht, setzt der Bürgermeister Fannys Haus in Brand, um auch letzte Beweise der Taten seines Vaters zu vernichten. Mit Brix’ Hilfe kommen Fanny, Merle und Janneke ins Freie. Merles Vater verbrennt im Haus, weil er seine Suche nicht aufgeben will.
Bürgermeister Wilhelm Gerhard will inzwischen auch noch seinen Bruder umbringen, weil er befürchten muss, dass sein Bruder ihn und die Familie verraten könnte. Friedrich Gerhard kommt ihm zuvor und erschießt ihn.

## Hintergrund
Der Film wurde vom 19. September 2016 bis zum 28. Oktober 2016 bei Frankfurt am Main gedreht. Szenen im Haus von Brix und Fanny wurden wie schon in früheren Folgen in der Villa Stoll in Ober-Mörlen aufgenommen. Die Brandszenen wurden dabei allerdings nicht in dem denkmalgeschützten Gebäude gedreht, sondern in einem Nachbau in einem Hangar in Babenhausen. Das Gebäude wurde danach aus dramaturgischen Gründen nicht mehr verwendet.
Walter von Lucadou erläuterte in einem Interview einige Filmszenen aus Sicht der Parapsychologie. Dass Menschen verstorbene Angehörige sehen, so wie im Film die tote Frau Schlien ihrem Sohn Otto als Geist erscheint, erklärt von Lucadou so, dass unser Gehirn Dinge, an die es sich gewöhnt hat, ersetzt, wenn diese plötzlich nicht mehr da sind. Viele Leute würden bei einem solchen Trick des Gehirns an eine Erscheinung aus dem Jenseits denken. Das Gefühl, von einem Geisteswesen besessen zu sein, so wie im Film Frau Schliens Geist von Fanny Besitz ergreift, deutet er als eine „reaktive Störung“, die auf einer Fehlverarbeitung von Informationen basiert. Solchen Betroffenen rät er zu einer Psychotherapie, damit sie lernen, ihre eigenen Empfindungen wieder selber in Besitz zu nehmen.

## Rezeption

### Kritiken
Der Tatort erhielt aufgrund seines „experimentellen Charakters“, sowohl Krimi als auch Horrorfilm zu sein, gemischte Bewertungen:

„Was hat man den Millionen ‚Tatort‘-Fans, die sonntags einfach nur einen guten Krimi sehen möchten, in den vergangenen Monaten nicht alles zugemutet: […] Andy Fetschers Frankfurter ‚Tatort: Fürchte dich‘ könnte nun jedoch der Film sein, bei dem so manchem alteingesessenen Fan endgültig der Geduldsfaden reißt: Mit einem klassischen Sonntagskrimi hat dieser familieninkompatible Halloween-Beitrag kaum noch etwas zu tun. Der sechste Fall der Frankfurter Kommissare ist vielmehr ein waschechter Horrorfilm, der nach einem spannenden Auftakt im Schlussdrittel vollkommen die Bodenhaftung verliert und die Beschwerdehotline der ARD garantiert zum Glühen bringen wird. […] Im Schlussdrittel des Films schießen die Filmemacher komplett übers Ziel hinaus. Während Janneke und Brix noch in der Realität geerdet sind und nicht an den faulen Zauber glauben wollen, nistet sich in Fannys Körper ein Geist (!) ein. Mit dem regelmäßigen Auftritt des übernatürlichen Wesens verliert der Horror-Krimi endgültig die Bodenhaftung und verabschiedet sich mit Volldampf in die unfreiwillige Komik.“

„Wie die Set-Techniker bei fortgeschrittener Handlung mit dem Flammenwerfer das Horrorhaus bearbeiten, so rigoros wird auf narrativer Ebene dem ewigen Realitätsdiktat des ‚Tatort‘ zu Leibe gerückt. Dabei gelingt es den Filmemachern […] in ‚Fürchte dich‘, bei allen fantastischen Elementen eine wirklich anrührende, psychologisch schlüssige Geschichte zu erzählen, bei der sich der Fluch eines Verbrechens auf drei Generationen einer Familie auswirkt. Als jüngste Vertreterin dieser Familie muss die Schülerin Merle (perfekt in der Rolle der lakonisch alle Gefahren durchstehenden Horror-Heldin: Luise Befort) den geballten Schrecken fast alleine schultern.“

„[…] diese Episode ist ungefähr so gruselig wie die Halloween-Törtchen mit Totenkopfglasur, die saisonbedingt gerade bei den Bäckern in den Auslagen liegen. […] Und für einen Horrorfilm ist alles zu erwartbar. Wer The Walking Dead gewohnt ist, wird sich bei dieser Nummern-Revue vor Erregung allenfalls am Kopf kratzen. Wenn’s gewittert, wirkt es ein bisschen wie früher bei Graf Zahl in der Sesamstraße, man wartet darauf, dass jemand anfängt, irgendwas zu zählen.“

„Der ‚Tatort – Fürchte dich‘ bietet nicht nur Abwechslung vom Ermittlungskrimi-Einerlei, sondern funktioniert ganz prächtig als kriminalistische Schauergeschichte – weil die Macher nicht bloß den Krimi aufpeppen wollen, sondern weil sie sich ernsthaft auf die Narration und Ikonografie des Genres einlassen. Es ist alles drin, was den gothischen wie den postmodernen ‚Poltergeist‘-Horror auszeichnet. [Anm.: Der Autor vergibt fünf von sechs möglichen Punkten.]“

### Einschaltquoten
Die Erstausstrahlung von Fürchte dich am 29. Oktober 2017 wurde in Deutschland von 6,9 Millionen Zuschauern gesehen und erreichte einen Marktanteil von 19,3 % für Das Erste. Damit blieben Janneke und Brix erstmals unter der Marke von 20 % und die Folge war die bislang drittschwächste des Jahres 2017 (nach Tatort: Borowski und das Fest des Nordens und Tatort: Babbeldasch). Im ORF sahen 482.000 zu, das ist ein Marktanteil von 15 %.